# نرمين زعزع
نرمين زعزع (1 يناير 1972 -)، ممثلة مصرية.

## حياتها الفنية
تميزت في أدوارها العاطفية والشخصية المحبوبة، عرفت بعد دورها في مسلسل حارة العوانس.

## من أعمالها

### المسلسلات
- أريد رجلًا ج2
- هبة رجل الغراب
- حاميها وحراميها
- في غمضة عين
- قضية معالي الوزيرة
- مشرفة .. رجل من هذا الزمان
- العتبة الحمرا
- قاسم أمين
- الليل واخره.
- شباب رايق جدا

### السينما
- سامي أكسيد الكربون

### المسرحيات
- البؤساء
- اللعب في الدماغ
- اعترافات مجنونة
- الاميرة والمملوك

## وصلات خارجية
- نرمين زعزع على موقع الدهليز
- نرمين زعزع على موقع قاعدة بيانات الأفلام العربية

1. ↑  "معلومات عن نرمين زعزع على موقع elcinema.com". elcinema.com. مؤرشف من الأصل في 2017-12-31.